# Can Petit (Terrassa)
Can Petit és una masia del nord-est de Terrassa (Vallès Occidental) protegida com a bé cultural d'interès local. S'hi accedeix per un trencall que surt de l'avinguda de Font i Sagué, dins el polígon industrial de Can Petit, al qual ha donat nom; aquesta avinguda comunica amb la rotonda que hi ha a l'entrada a la ciutat pel barri de Sant Llorenç, al punt quilomètric 18,8 de la carretera C-1415a, o carretera de Castellar, de la qual dista uns 300 metres. Encara presenta activitat agrícola i ramadera.

## Descripció
Es tracta d'una estructura típica de masia vallesana del pla, que consta d'un cos principal de planta baixa i pis i construccions adjacents com són els graners, les corts i els corrals. Té un portal adovellat i teulat a dues aigües, rellotge de sol i pallissa coberta. La façana presenta una composició asimètrica.
Els edificis annexos al mas són, a la banda oriental, dos magatzems; a l'angle nord-est, un altre magatzem i la casa del vigilant; i, al nord, el celler. D'aquest surt una ala cap a l'oest, l'habitatge actual dels masovers, i al sud l'era és tancada per un cobert.